# Saint-Jean-de-Védas
Saint-Jean-de-Védas település Franciaországban, Hérault megyében. Lakosainak száma 13 300 fő (2022. január 1.). Saint-Jean-de-Védas Montpellier, Fabrègues, Juvignac, Lattes, Lavérune, Saussan és Villeneuve-lès-Maguelone községekkel határos.

## Népesség
A település népessége az elmúlt években az alábbi módon változott:
| Lakosok száma | 2086 | 4284 | 5390 | 8585 | 8567 | 9069 | 10 008 | 11 086 | 11 843 | 13 300 |
|               | 1968 | 1982 | 1990 | 2006 | 2013 | 2015 | 2017   | 2019   | 2020   | 2022   |